# Suchohrdly u Miroslavi
Suchohrdly u Miroslavi (in tedesco Socherl) è un comune della Repubblica Ceca facente parte del distretto di Znojmo, in Moravia Meridionale.